# Johanna Debreczeni
Johanna Debreczeni (* 28. duben 1980, Tampere) je finská šlágrová zpěvačka maďarského původu. 

## Biografie
Narodila se v roce 1980 ve finském Tampere. Jejím otcem byl maďarský hudebník Gabriel Debreczeni. Jejím bratrancem je Jouni Keronen, král tanga roku 2008.
V letech 1997 a 1998 se objevila v muzikálu Grease. Po absolvování střední školy v Tampere v roce 1999 pracovala v pohostinství. V roce 2004 byla korunována královnou tanga na festivalu Tangomarkkinat (Seinäjoen tangomarkkinat) ve městě Seinäjoki. Hraje amatérské divadlo, studovala i na Helsingin teatterikoulu. 
Od roku 2015 je vdaná.
Mezi její nejlepší písně patří Parempaa (2004), Ikävä jää (2004) a En kuole kyyneliin (2006).

## Alba
- 2005: Parempaa
- 2008: Lanteet kertovat sen
- 2010: Lähtekäämme metsään
- 2013: Lumenvalkeaa